# Ellen Harding Baker
Pour les articles homonymes, voir Harding et Baker.
Ellen Harding Baker, née Sarah Ellen Harding le 8 juin 1847 et morte le 30 mars 1886 à Lone Tree , est une astronome et professeur américaine. Elle est célèbre pour sa courtepointe du Système solaire, qu'elle utilisait comme outil pédagogique dans ses cours sur l'astronomie.

## Biographie
Sarah Ellen Harding nait en Indiana, le 8 juin 1847. Le 10 octobre 1867, elle épouse dans le comté de Johnson en Iowa, Marion Baker, originaire du comté de Cedar. Au cours des années 1870, la famille déménage à Lone Tree, où son mari possède un commerce de marchandises diverses. Le couple a sept enfants.
Elle meurt de la tuberculose le 30 mars 1886.

## Travaux

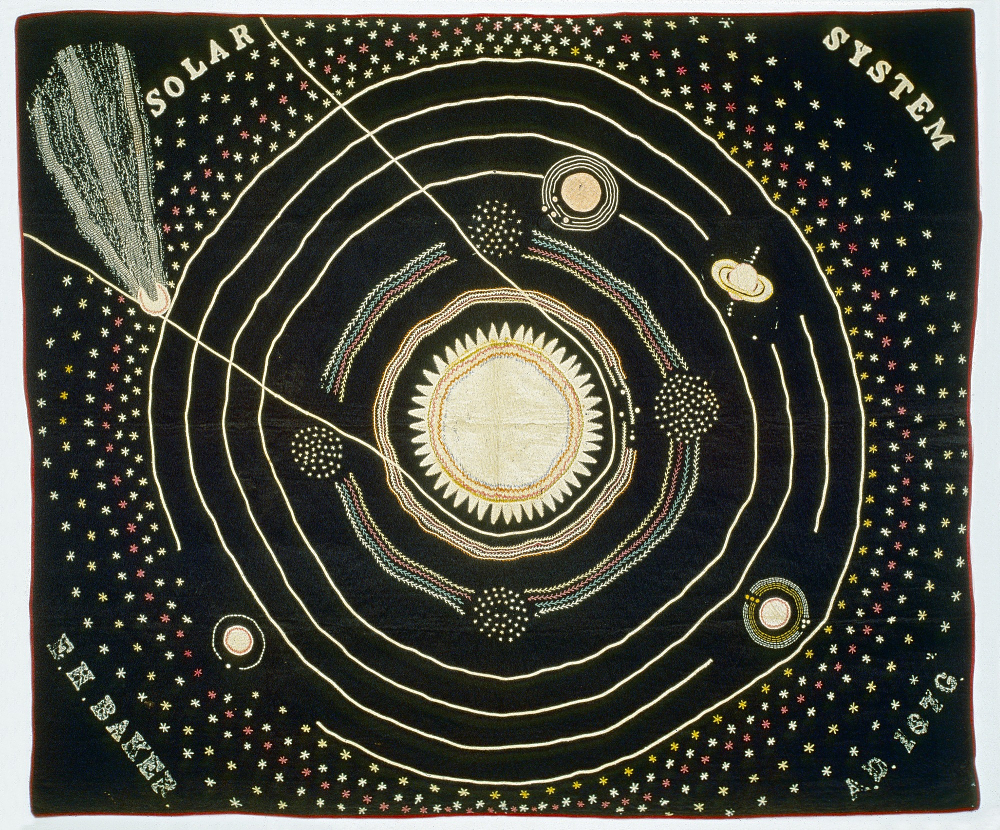
La courtepointe du Système solaire, créée en 1876 par Ellen Harding Baker et utilisée comme support pour ses cours d'astronomie.

Ellen Harding Baker commence probablement la confection de sa courtepointe du Système solaire en 1876, comme en témoigne l'inscription « AD 1876 » brodée dans le coin inférieur droit. Elle achève le projet en 1883. En septembre de la même année, le New York Times reprend une citation d'un journal de l'Iowa selon laquelle « Madame Baker, de Lone Tree, vient de terminer une courtepointe en soie sur laquelle elle a travaillé pendant sept ans. Le Système solaire y est représenté de manière complète et précise ».
La courtepointe a une base en laine, ornée de morceaux de tissus, de tresses en laine et de broderies en laine et en soie. Son esthétique est similaire aux illustrations qu'on peut trouver dans les livres d’astronomie de la même période. La courtepointe représente le Soleil au centre, les huit planètes du Système solaire,avec la figuration de leur orbite, ainsi que la ceinture d'astéroïdes. La myriade d’étoiles au-delà du Système solaire est également représentée. Les lunes galiléennes de Jupiter, ainsi que les lunes de la Terre, Saturne, Neptune et Uranus y figurent également, tout comme les anneaux de Saturne. Le coin supérieur gauche de la courtepointe montre une grande comète, probablement C/1874 H1, découverte en 1874 par Jérôme Eugène Coggia.
La courtepointe mesure 89 x 106 pouces (225 cm x 269 cm). Elle se situe actuellement à la Smithsonian Institution du Musée national d'histoire américaine. Elle est offerte au musée par Patricia Hill McCloy et Kathryn Hill Meardon, descendantes de la fille de d'Ellen Harding Baker, Carrie.
Un récit fictif de la création de la courtepointe du Système solaire est racontée dans le livre pour enfants She Stitched The Stars: A Story Of Ellen Harding Baker's Solar System Quilt, écrit par Jennifer Harris.

## Inspiration
L'article rapportant la réalisation de la courtepointe du Système solaire précise que « la créatrice s'est rendue à Chicago pour observer la comète et les taches solaires à travers le télescope, afin d'être la plus précise possible ». Un télescope avait été en effet installé en haut de l'Interstate Industrial Exposition Building à Chicago, pour permettre aux citoyens et aux visiteurs d'avoir une vue sur la comète de Coggia, découverte en 1874. Il est aussi possible que l'objet céleste qu'elle était venue observer ait été la grande comète de 1882.
Ellen Harding Barker peut avoir été également inspirée par Maria Mitchell, professeur d'astronomie au Vassar College. En août 1869, celle-ci amena quatre de ses étudiantes à Burlington en Iowa, pour étudier une éclipse solaire. Ironiquement, Maria Mitchell considérait le travail d'aiguille comme « les chaînes de la femme, qui l'enchaînent plus que les lois du pays ». Cependant, elle reconnut l'attention portée aux détails obtenus grâce à cette technique : « le chas qui dirige une aiguille dans les mailles délicates d'une broderie peut aussi précisément détailler une étoile, telle une toile d'araignée, au micromètre près ».